# ميرفين كينغ (لاعب دارت)
ميرفين كينغ (بالإنجليزية: Mervyn King)‏ هو لاعب دارت بريطاني، ولد في 15 مارس 1966 في إبسوتش في المملكة المتحدة.

## وصلات خارجية
- ميرفين كينغ على موقع DartsDatabase.co.uk (الإنجليزية)